# 科钦国际机场
科钦国际机场，也称内杜姆巴塞里机场（英語：Nedumbassery Airport）是位于印度共和国喀拉拉邦第二大城市科契北方内杜姆巴塞里村的一座国际机场，是该邦最繁忙的机场。